# Empetrum
Genre
Classification phylogénétique
Empetrum est un genre de plante à fleurs de la famille des Empétracées selon la classification classique, ou, selon la classification phylogénétique, de celle des Éricacées. Le genre Empetrum comporte environ 3 espèces.
Ce sont des sous-arbrisseaux de type couvre-sol avec de petites feuilles persistantes à aiguilles. Leurs petites fleurs sont peu spectaculaires. Leurs fruits sont des drupes qui ressemblent à des airelles.
Le genre Empetrum est représenté dans tout l’hémisphère nord, des régions tempérées aux régions subarctiques. Il est également présent localement en Amérique du Sud et sur les îles subarctiques telle l'Île Navarino en Terre de Feu chilienne. Son biotope est la toundra, les tourbières, les forêts et autres sites humides, sur sol acide.

## Taxonomie
Deux espèces boréales comportant diverses sous-espèces et variétés sont reconnues actuellement :
- Empetrum nigrum L., la camarine noire
- Empetrum eamesii Fern. & Wieg., la camarine pourpre

Le taxon appelé Empetrum rubrum Vahl ex Willd., qu’on rencontre dans la zone subarctique de l’hémisphère sud (Chili, Terre de Feu, Malouines et quelques autres îles), a un statut à définir.
Il n’est pas clair s’il doit être considéré comme une espèce à part entière ou comme une variété de Empetrum eamesii.

## Usage
Les fruits sont comestibles. Les amérindiens tels les Selknams ou les Yamanas en consommaient. Aussi aujourd'hui les fruits sont cueillis pour en faire des gâteaux mais surtout de la confiture.

## Galerie

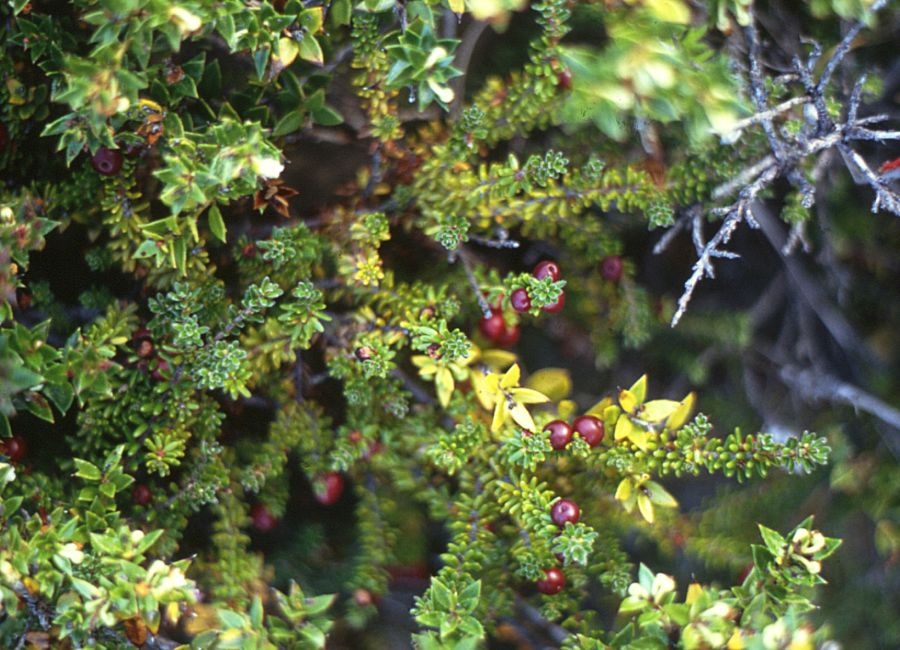
Empetrum rubrum - Chili.
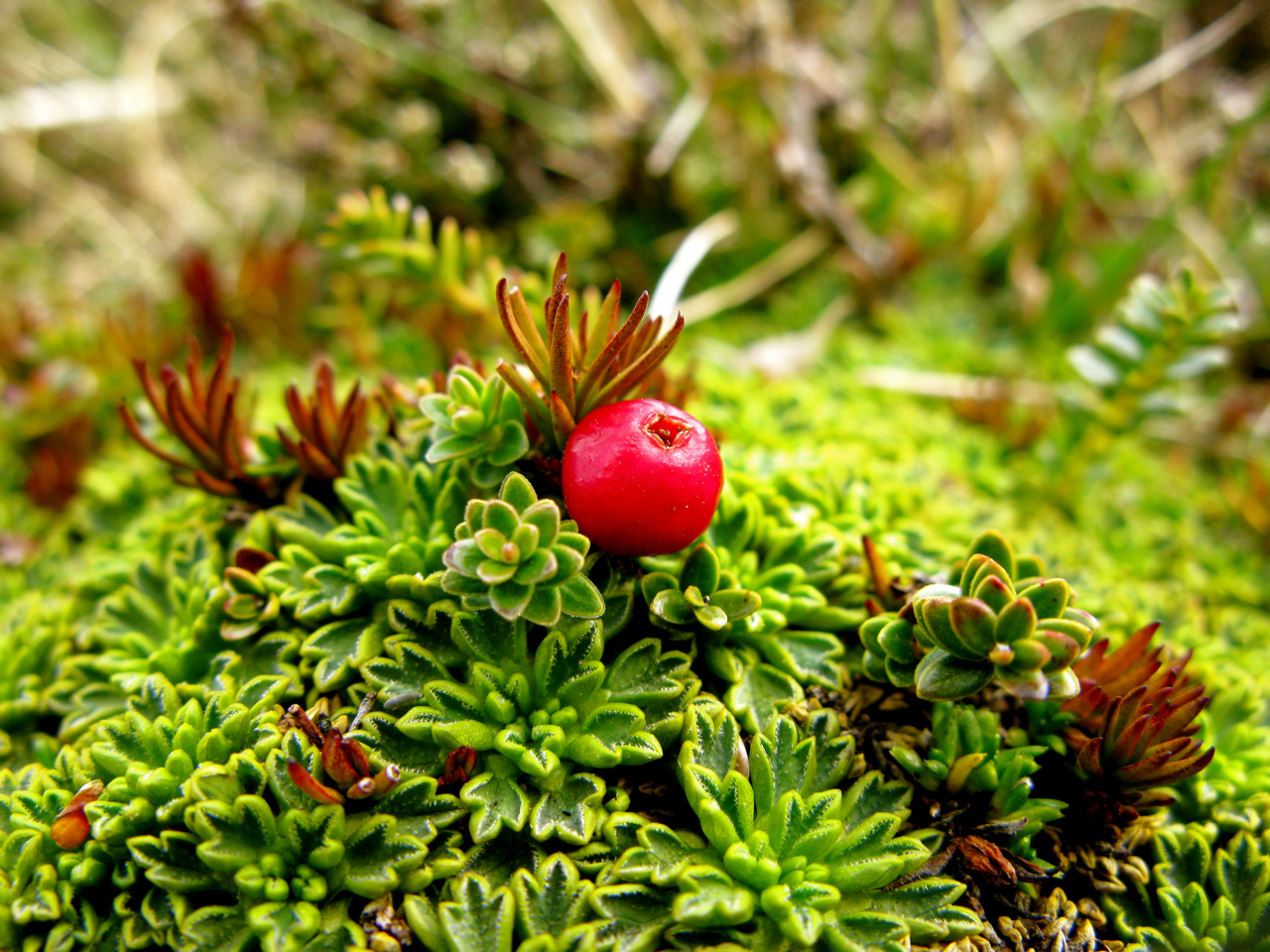
Empetrum rubrum et son fruit - Île Navarino en Terre de Feu.
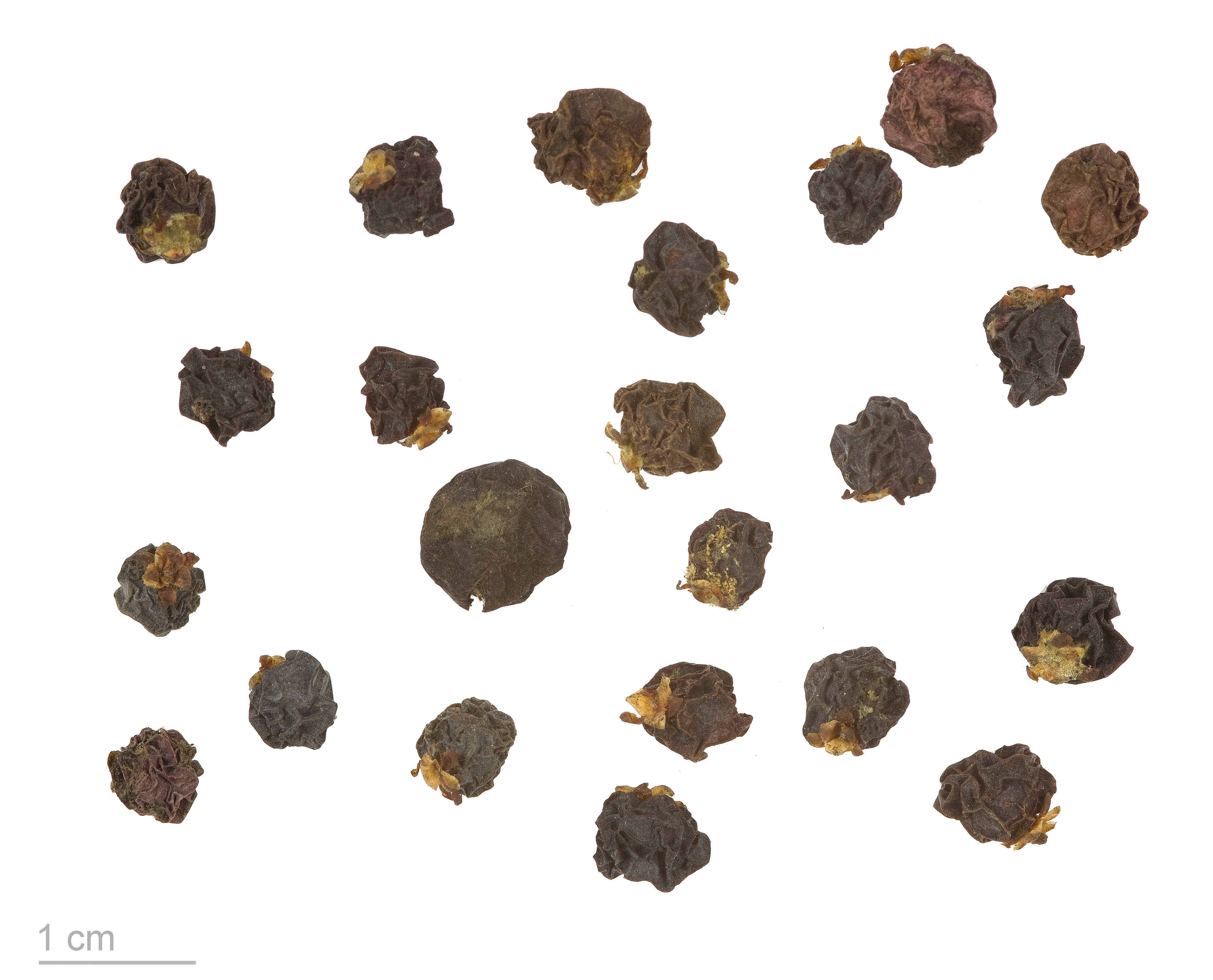
Empetrum nigrum au Muséum de Toulouse.